# エグバート・キャドバリー
サー・エグバート・キャドバリー（Sir Egbert Cadbury, DSC, DFC、1893年 - 1967年）は、第一次世界大戦中に北海上空で2機のドイツ帝国のツェッペリン飛行船2機を撃墜したイギリス空軍の戦闘機パイロット、最終階級は准将、後には実業家としても活躍した。

## 人物
1916年11月28日にLZ61(L21)を、1918年8月6日にLZ112(L70)を撃墜した。後者は、デ・ハビランド DH-4 (De Havilland DH.4) を操縦していた際であり、偵察手/機銃手として同乗していたのはロバート・レッキーであった。
ジョージ・キャドバリーの六男、その後妻デイム・エリザベス・キャドバリーの間の子としては3人目の男子として生まれた。クエーカー系のレイトン・パーク校 (Leighton Park School)、ケンブリッジ大学トリニティ・カレッジに学んだ。キャドバリーは、大学時代にはボート選手であった、折から第一次世界大戦が始まり、ボートの仲間7人とともに海軍に志願し、北海における掃海の任についた。1915年の当時のイギリス海軍航空隊に転じ、パイロットとなってドイツ側の空襲を北海上で迎撃する任務にあたり、後に少佐で退役した。
当時キャドバリー・ブラザーズという社名であったキャドバリー社で管理職についた。
第一次世界大戦後、キャドバリー・ブラザーズ社は、長年競争関係にあったフライ・アンド・サンズ (J. S. Fry & Sons) を資本統合し、エグバート・キャドバリーはフライ社の業務に加わった。キャドバリーはセシル・ロデリック・フライ (Cecil Roderick Fry) とともに、ブリストルのユニオン・ストリート (Union Street) にあったフライ社の工場をソマーデール田園都市に移転させるのに尽力した。この移転は11年がかけられ、近代的な新工場が建設されるのにつれて、徐々に生産が移されていった。移転の完了は1935年であった。最盛期のソマーデール工場には5,000人以上が勤務していた。サー・エグバートは、1963年にキャドバリー社を退職し、1967年に死去した。
エグバート・キャドバリーの長男ピーター・キャドバリーは、実業家として成功し、イングランドにウェストワード・テレビジョン(Westward Television) を設立した。